# De Weerribben

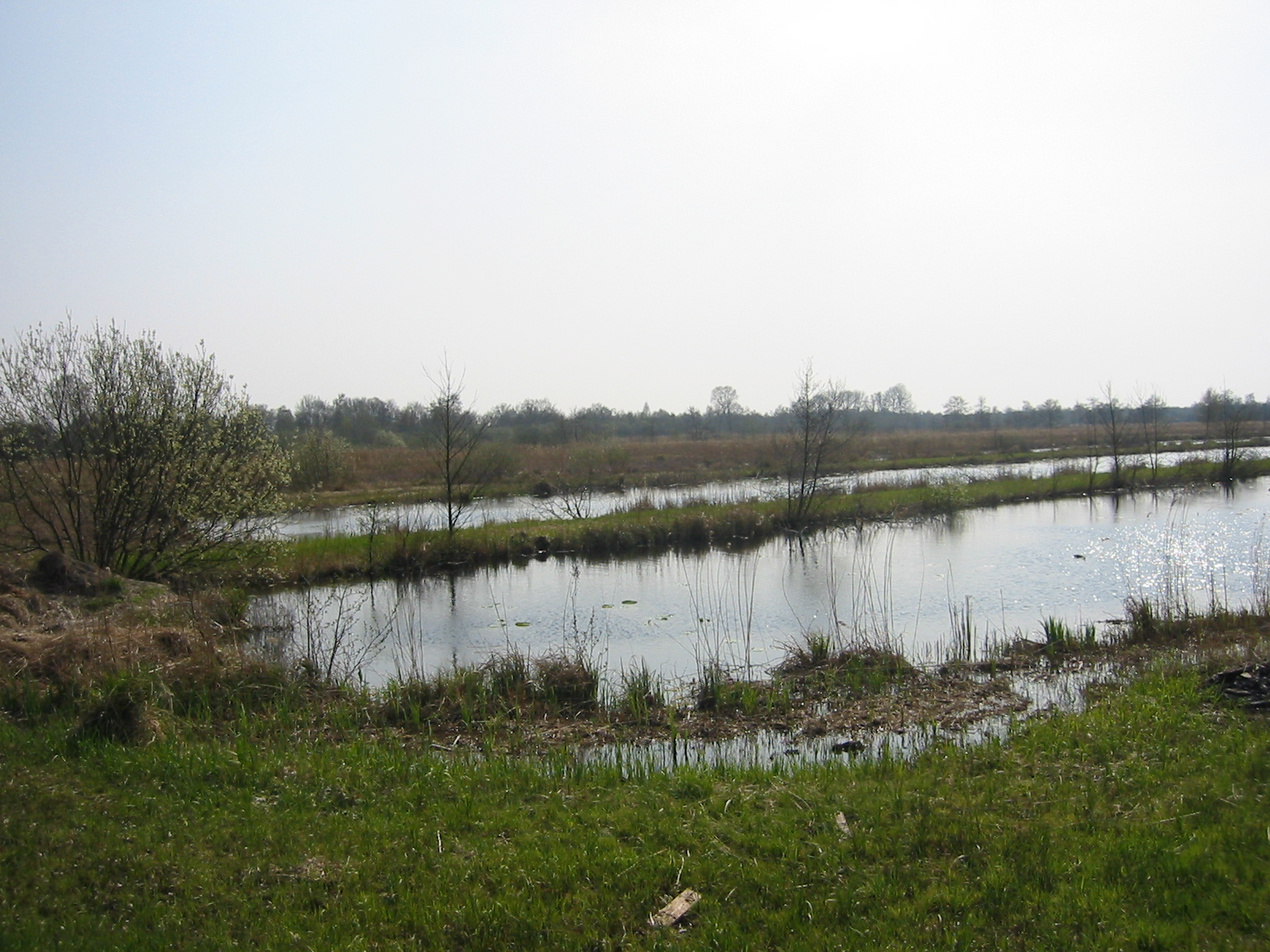
Trekgat

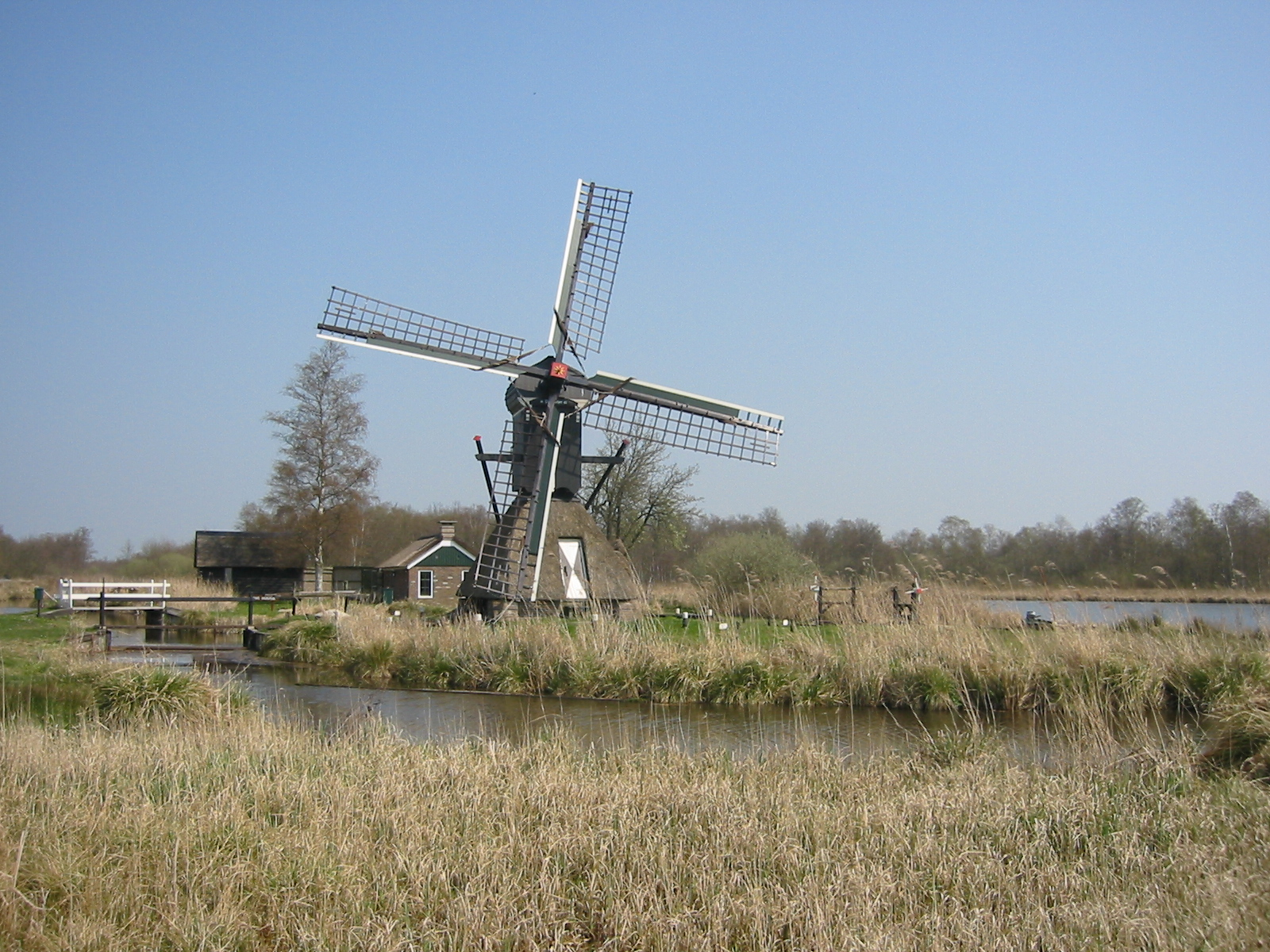
De Wicher

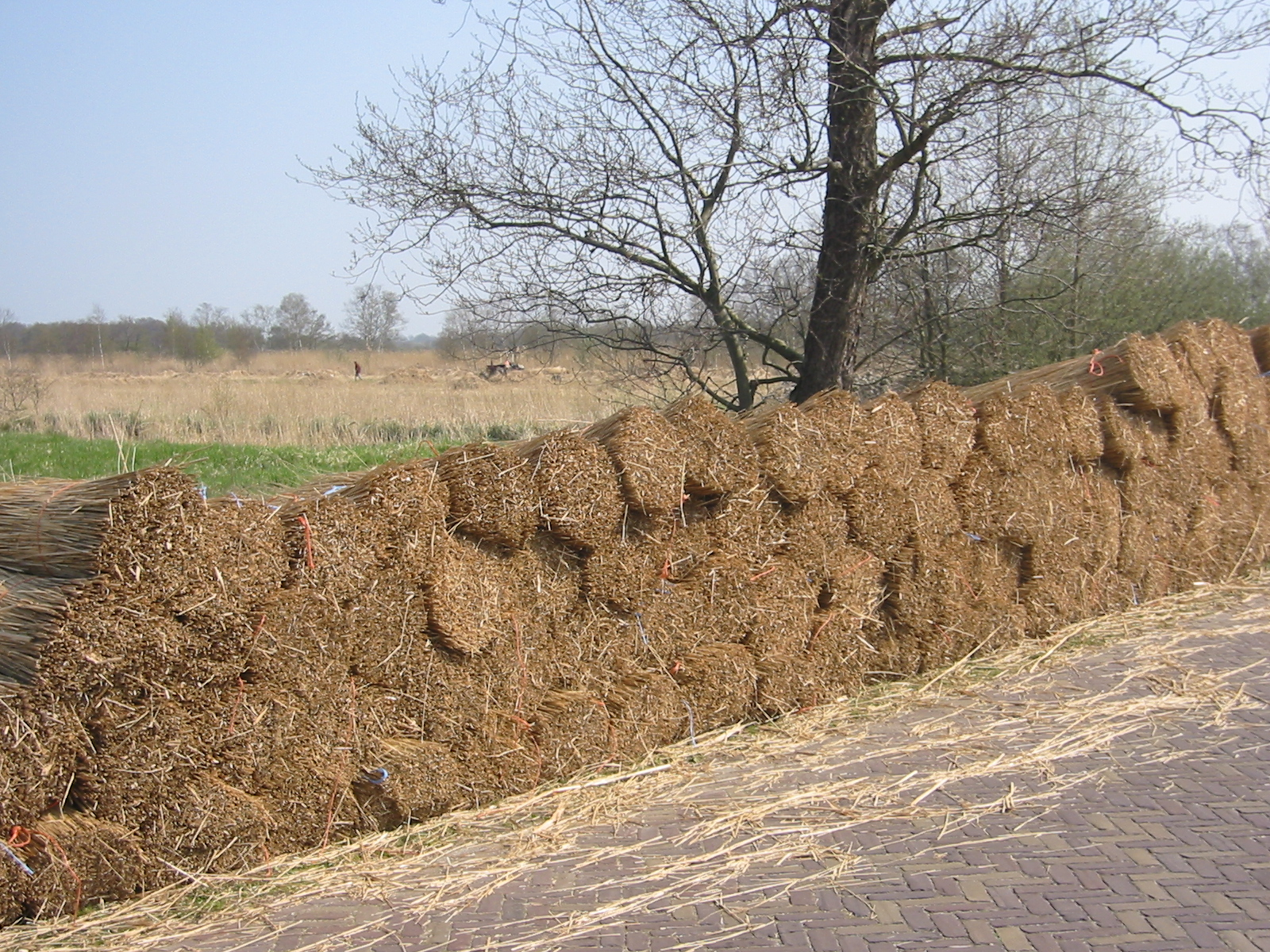
Veldbossen met dekriet

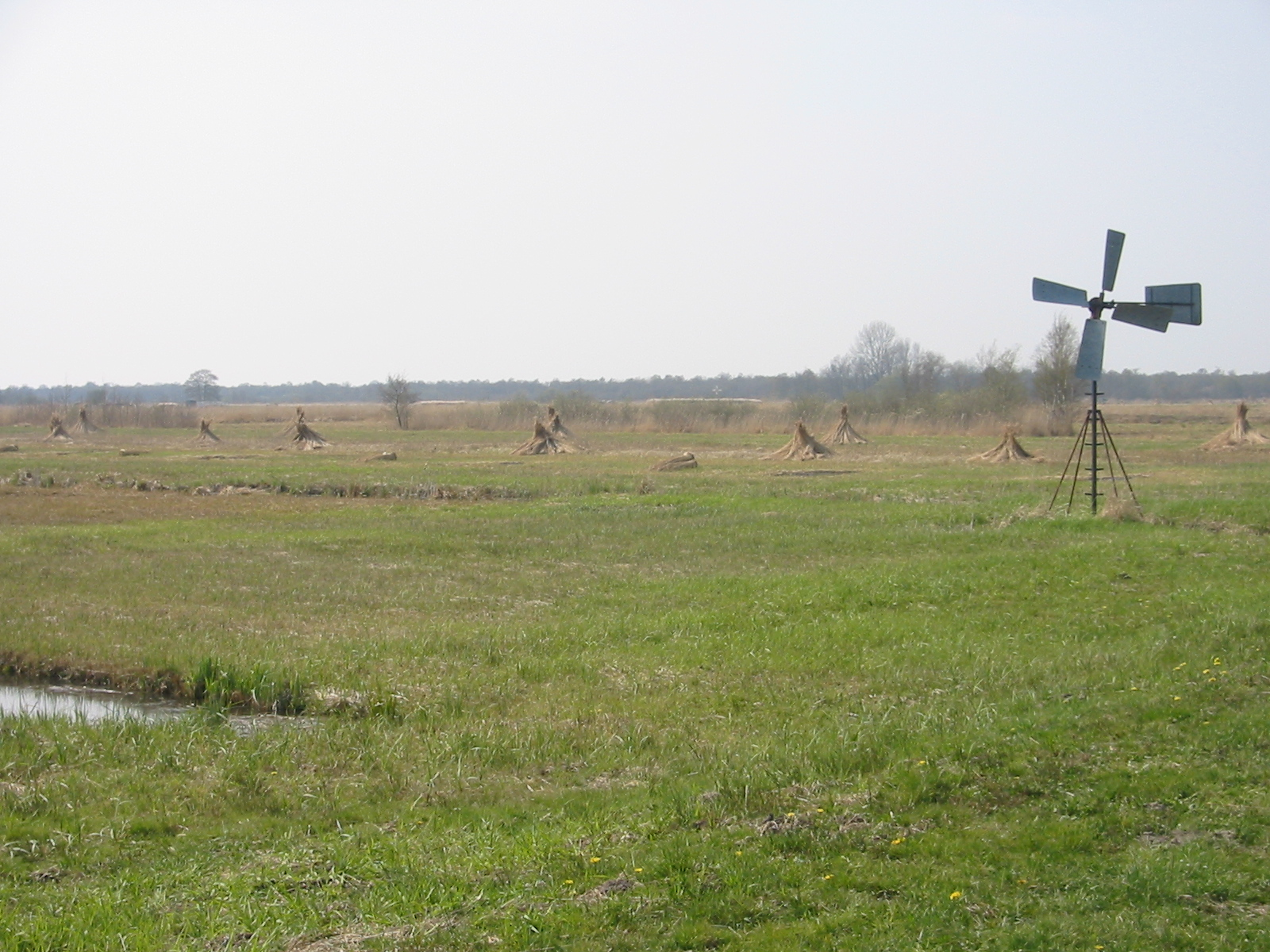
Afgeoogst rietveld met watermolentje

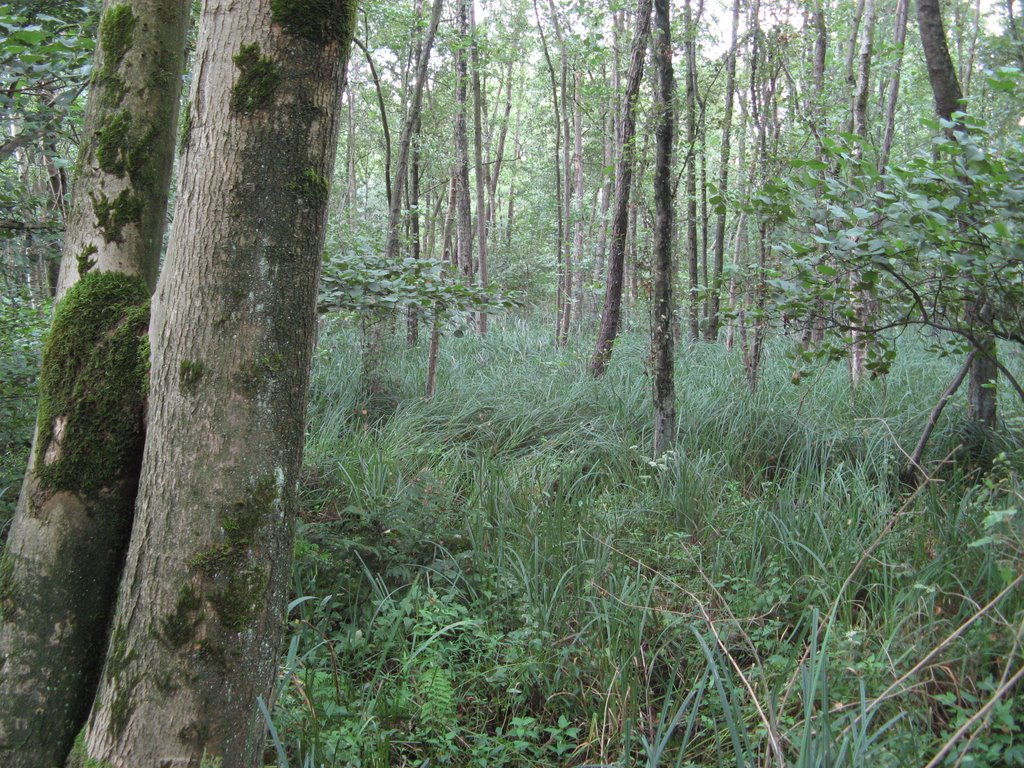
Moerasbos in De Weerribben

De Weerribben is een 35 km² groot natuurgebied in de gemeente Steenwijkerland in het noordwesten van de Nederlandse provincie Overijssel. Het is een Natura 2000-gebied en deel van Nationaal Park Weerribben-Wieden. Staatsbosbeheer is beheerder van het overgrote deel.
Het nationaal park De Weerribben werd ingesteld in 1992. Ten zuiden er van ligt het vergelijkbare gebied De Wieden dat grotendeels eigendom is van Natuurmonumenten. Samen vormen De Weerribben en De Wieden sinds 2009 een nationaal park dat bijna 100 km² groot is. Het is een van de belangrijkste moerasgebieden in Europa.
In De Weerribben ligt het dorp Kalenberg en de buurtschap Hoogeweg. Langs de rand van De Weerribben liggen Ossenzijl, Wetering, Scheerwolde, Blankenham, Muggenbeet en het dorp Nederland. Kalenberg, Ossenzijl, Wetering en Nederland waren oorspronkelijk vaardorpen.
Naar het noorden toe sluit De Weerribben (bijna) aan bij de Lindevallei en de laagveenmoerassen van de Rottige Meente, Brandemeer en Oldelamer in de Friese gemeente Weststellingwerf. Naar het zuiden toe sluit De Weerribben aan bij de laagveenmoerassen in de Wieden, die zich op hun buurt weer voortzetten in de Olde Maten bij Staphorst. Naar het westen, bij Blankenham ligt een graspolder met een oude zeedijk op de overgang naar de Noordoostpolder.

Topografische kaart van De Weerribben (2015)

## Geschiedenis
Vanaf de stichting van Kalenberg in de middeleeuwen tot kort na de Tweede Wereldoorlog werd er in dit gebied turf gewonnen. Nadat het turf gestoken was, moest dit drogen op de zogenaamde 'ribben', smalle stroken land die met opzet hiervoor gespaard werden (legakkers). Soms sloegen deze ribben weg bij slecht weer of doorbraken van de zee, zo ontstonden de Wieden.
Naarmate uit het vergraven veen steeds grotere watervlakten ontstonden ging men over op de visserij, en nadat die verland raakten, ook op de rietteelt. Veel bewoners van de streek waren vanouds zowel boer als visser en rietsnijder. Toen in 1919 een gemaal gebouwd was begon een proces van verdroging. Dit proces werd versterkt door de inpoldering van de Noordoostpolder.
Vanaf de jaren 1930 werden grote gebieden langs het Steenwijkerdiep drooggelegd en tot gras- en bouwlanden ontgonnen, zodat De Weerribben en de Wieden gescheiden raakten. Tussen de zo ontstane polders als Halfweg, Gelderingen en Giethoorn werd het nieuwe dorp Scheerwolde gebouwd. De ontginning van de polders Wetering-Oost en Wetering-West bleef onvoltooid, waardoor ten noorden van Scheerwolde op drooggelegde, maar niet ontgonnen grond het Woldlakebos kon ontstaan.

## Rietteelt
De inwoners van het dorp Kalenberg in De Weerribben leefden lange tijd grotendeels van de rietteelt. In 2009 werd nog ca. 1000 ha van het gebied benut voor de teelt van dekriet. Het Kalenberger riet genoot van oudsher een zekere faam. De rietlanden worden vaak nog door kleine particuliere ondernemers uit de dorpen Kalenberg en Ossenzijl uitgebaat voor de productie van dekriet. Het beheer van rietlanden in De Weerribben kent een aantal eigenaardige problemen. Rietlanden ontstaan hier gewoonlijk uit een zich over een heel trekgat of 'weer' uitbreidende rietkraag of kragge, die drijft op het water.
Wanneer er geen beheer plaatsvindt, 'verruigt' een rietland en maakt plaats voor moerasbos van berken, lijsterbes en elzen. Wanneer het Rietland vele jaren telkens wordt gemaaid, wordt de kragge alsmaar dikker en raakt de begroeiing daarmee afgesneden van het water, met verzuring als gevolg. Een perceel kan dus op twee manieren verloren gaan voor de rietteelt.
Riettelers plegen de verzuring tegen te gaan door bevloeiing met kleine watermolentjes of dieselpompen. Daarmee brengt men water boven op de rietkragge, die daardoor minder snel verzuurt en langer productief blijft.
Op den duur echter is het verlandingsproces niet te stuiten en ontstaan ofwel veenheiden, ofwel moerasbossen. Staatsbosbeheer is ertoe overgegaan om bepaalde gedeelten, die zich na geheel te zijn verruigd tot moerasbos hadden ontwikkeld, open te laten graven om de successie opnieuw te laten beginnen.

## Flora
De Weerribben is een laagveengebied en kent als zodanig in grote lijnen drie begroeiingstypen:
open water- en verlandingsvegetaties, rietlanden en moerasbossen. In het open water komt blaasjeskruid, een vleesetend plantje, vaak massaal voor. De verlandingsvegetaties omvatten zowel 'kraggen' van riet en lisdodde, die zich vormen vanaf de randen van het water, als drijftillen die zich ook midden in het water kunnen vormen uit drijvende soorten. Dat zijn vooral krabbenscheer, waterlelie, gele plomp en waterscheerling. Rietland wordt vaak doorspekt met kleurige ruigtekruiden zoals wilgenroosje, winde, glidkruid en moerasandoorn. Verzurend rietland gaat eerst 'hol staan' om later plaats te maken voor grassen en uiteindelijk over te gaan in hoogveenachtige begroeiingen met soorten als dophei, veenmossen, veenpluis, zonnedauw, en moeraskartelblad. De bossen bestaan hoofdzakelijk uit elzen en wilde lijsterbes langs de waterkanten en op verruigde plekken, in verzuurde gebieden ziet men ook berken. In sommige oude kooibossen, zoals rond de Kooi van Pen, overheerst de es.

## Fauna
In het gebied komen de purperreiger, zwarte stern, roerdomp en moerasvogels als de karekiet, snor, rietzanger en wielewaal voor. Zoogdieren als ree, vos en otter vinden hier ook hun levensruimte. Daarnaast komt in het gebied de grote vuurvlinder voor, in de ondersoort batava, die endemisch is in Nederland, en tal van andere vlinders.
Voor libellen is het waterrijke gebied een goed biotoop: De donkere waterjuffer komt alleen maar hier voor, de noordse winterjuffer en sierlijke witsnuitlibel hebben hier hun belangrijkste populaties terwijl in 2013 populaties van de kempense heidelibel zijn aangetroffen. Inmiddels is De Weerribben het belangrijkste leefgebied voor deze soort. Daarnaast komen hier belangrijke populaties van de groene glazenmaker, de gevlekte witsnuitlibel en de gevlekte glanslibel voor. In totaal zijn driekwart van de Nederlandse libellensoorten (51 van de 70) hier waargenomen.

### Otter
In 2002 is begonnen met de herintroductie van de otter in het gebied; het dier was in Nederland uitgestorven. De populatie nam geleidelijk aan toe, en dieren zochten ook buiten De Weerribben een territorium. Dankzij meer introducties en ondanks veel verkeersslachtoffers groeide de populatie in Nederland gestaag. In 2022 telde men er ongeveer 500 dieren.

### Eendenkooien
Eendenkooien dienden oorspronkelijk voor de vangst van eenden 'voor de bout', maar die functie is tientallen jaren geleden beëindigd. Er waren twee eendenkooien in De Weerribben: de zeer omvangrijke kooi van Pen bij Wetering en de veel kleinere Kloosterkooi bij Kalenberg. Deze laatste heeft nu een functie gekregen voor het toerisme. Dit 28 ha grote gebied is bovendien aangewezen als bosreservaat, waarbij het het elzen-berkenbos vertegenwoordigt.

## Toerisme
De toeristische sector in Kalenberg en Ossenzijl is naar verhouding bescheiden van omvang, met uitzondering van de watersport, die zich concentreert rond het bezoekerscentrum bij Ossenzijl. Op 27 november 2004 werd in de finale-uitzending van het NCRV-televisieprogramma De mooiste plek van Nederland het natuurgebied De Weerribben tot winnaar uitgeroepen. Het Friese Moddergat en het Groningse Lauwersmeer werden respectievelijk tweede en derde.